# Samyutta-Nikaya
Die Saṃyutta Nikāya („Die Gruppierte Sammlung“, Kürzel: S oder SN) ist eine Sammlung von Texten im Buddhismus; sie ist die dritte der fünf Nikayas („Sammlungen“), aus denen die Suttapitaka besteht.
Diese Sammlung enthält insgesamt 2889 Suttas, gruppiert in fünf Vaggas (Sektionen). Jede Vagga ist wiederum in Samyuttas (Kapitel) unterteilt, welche die nach Themen geordneten, überwiegend  kürzeren Lehrreden enthalten.
- 1. Sektion: Sagatha-Vagga (Das Buch mit Versen)
  - Devata-Samyutta – Von den Devatas
  - Devaputta Samyutta – Von den Göttersöhnen
  - Kosala-Samyutta – Von den Kosala
  - Mara-Samyutta – Vom Mara
  - Bhikkhuní-Samyutta – Von den Bhikkhunis
  - Brahma-Samyutta – Vom Brahman
  - Brahmana-Samyutta – Von den Brahmanas
  - Vangísathera-Samyutta – Vom Thera Vangísa
  - Vana-Samyutta – Vom Walde
  - Yakkha-Samyutta – Vom Yakkha
  - Sakka-Samyutta – Von Sakka

- 2. Sektion: Nidana-Vagga (Das Buch der bedingten Entstehung)
  - Nidana-Samyutta – Von den Ursachen
  - Abhisamaya-Samyutta – Vom Verständnis
  - Dhatu-Samyutta – Von den Elementen
  - Anamatagga-Samyutta – Von dem, was unbekannten Anfanges ist
  - Kassapa-Samyutta – Von Kassapa
  - Labhasakkara Samyutta – Gewinn und Ehre
  - Rahula-Samyutta
  - Lakkhana-Samyutta
  - Opamma-Samyutta – Gleichnisse
  - Bhikkhu-Samyutta

- 3. Sektion: Khandha-Vagga (Das Buch der Daseinsgruppen)
  - Khandha-Samyutta – Die Daseinsgruppen
  - Radha-Samvutta
  - Ditthi-Samyutta – Ansichten
  - Okkantika-Samyutta – Eintritt in den Bereich der Edlen
  - Uppada-Samyutta – Entstehung
  - Kilesa-Samyutta – Befleckungen
  - Sariputta-Samyutta
  - Naga-Samyutta – Von den Schlangen-Dämonen
  - Supanna-Samyutta – Von den „Greifen“
  - Gandhabbakaya-Samyutta – Von der „Gandharven-Schar“
  - Valaha-Samyutta – Von den „Wolken-Geistern“
  - Vacchagotta-Samyutta
  - Jhana-Samyutta – Von der Vertiefung

- 4. Sektion: Salayatana-Vagga (Das Buch des sechsfachen Gebietes)
  - Salayatana-Samyutta
  - Vedana-Samyutta
  - Matugama-Samyutta
  - Jambukhadaka-Samyutta
  - Samandaka-Samyutta
  - Moggallano Samyutta
  - Citta-Samyutta: Hausvater Citto
  - Gamani-Samyutta
  - Asankhata-Samyutta
  - Avyakata-Samyutta

- 5. Sektion: Maha-Vagga (Das Große Buch)
  - Magga-Samyutta Pfad
  - Bojjhanga-Samyutta Erwachungsglieder
  - Satipatthana-Samyutta Pfeiler der Achtsamkeit
  - Indriya-Samyutta Fähigkeiten
  - Samma-ppadhana-Samyutta Rechtes Mühn (Entbehrlich)
  - Bala-Samyutta Kräfte (Entbehrlich)
  - Idhipada-Samyutta Machtfährten
  - Anuruddha-Samyutta
  - Jhana-Samyutta Schauungen (Entbehrlich)
  - Anapana-Samyutta Ein- und Ausatmungen
  - Sotapatti-Samyutta Stromeintritt
  - Sacca-Samyutta Wahrheit

## Deutschsprachige Ausgaben
- Wilhelm Geiger, Nyanaponika Mahathera, Hellmuth Hecker (Übers.): Die Reden des Buddha. Gruppierte Sammlung. Beyerlein-Steinschulte, Stammbach 1997, ISBN 3-931095-16-9.

## Englische Ausgaben
- The Connected Discourses of the Buddha, transl. Bhikkhu Bodhi, Wisdom Publications, Somerville, MA, 2000. ISBN 0-86171-331-1